# Longuenoë
Longuenoë település Franciaországban, Orne megyében. Lakosainak száma 120 fő (2018. január 1.). Longuenoë Saint-Didier-sous-Écouves, Livaie, La Roche-Mabile és Saint-Ellier-les-Bois községekkel határos.

## Népesség
A település népességének változása:
| Lakosok száma | 110  | 109  | 116  | 116  | 120  |
|               | 2013 | 2015 | 2016 | 2017 | 2018 |